# Siarhiej Androsienka
Siarhiej Androsienka (biał. Сяргей Андросенка, ros. Сергей Андросенко, Siergiej Androsienko; ur. 30 sierpnia 1988 w Mińsku) – białoruski działacz społeczny, obrońca praw środowisk LGBT; przewodniczący Centrum Obrony Praw Człowieka „Lambda” i Projektu „HiejBiełaruś”.

## Życiorys

### Młodość, działalność polityczna i społeczna
Urodził się 30 sierpnia 1988 roku w Mińsku w Białoruskiej SRR, ZSRR. Pochodzi z robotniczej rodziny. Ukończył szkołę wieczorową nr 5 w rejonie zawodskim stolicy. Pracował w firmach prywatnych, był m.in. barmanem i administratorem mińskiego klubu gejowskiego „6_А”. Należał do Młodzieży BNF – młodzieżowej organizacji opozycyjnej Partii BNF. Odszedł z niej z powodu, jak twierdzi, homofobicznej nagonki w tej organizacji. Ze względu na, według jego słów, ciągle doświadczane przejawy homofobii ze strony białoruskiego społeczeństwa, w 2006 roku podjął decyzję o zaangażowaniu się w obronę praw środowisk LGBT. Był administratorem białoruskiej strony internetowej dla gejów, lesbijek i transseksualistów gayby.org. W 2008 roku uczestniczył w Czarnobylskiej Drodze – corocznej demonstracji środowisk demokratycznych na Białorusi dla upamiętnienia katastrofy w Czarnobylu – w czasie której jako jedyny szedł z tęczową flagą. Był to pierwszy przypadek pojawienia się symbolu środowisk LGBT na demonstracji ulicznej w historii Białorusi.
Od 2009 roku pełni funkcję przewodniczącego Projektu Obrony Praw Człowieka „HiejBiełaruś”, zajmującego się obroną praw mniejszości seksualnych na Białorusi. Był głównym organizatorem Mińskiego Gay Pride w roku 2010, 2011 oraz 2012. Ten ostatni miał formę przejażdżki specjalnie udekorowanym tramwajem po ulicach Mińska. W czasie wyborów parlamentarnych w 2012 roku był mężem zaufania kandydata do Izby Reprezentantów Ihara Słuczaka – koordynatora kampanii „Urzędy po białorusku!”, który kandydował z Homelskiego-Sowieckiego Okręgu Wyborczego Nr 34. Ihar Słuczak poparł wprowadzenie na Białorusi związków partnerskich, w tym dla osób tej samej płci. 8 grudnia 2012 roku, podczas zjazdu założycielskiego Centrum Obrony Praw Człowieka „Lambda”, Androsienka został wybrany na przewodniczącego tej organizacji. Utworzenie Centrum było próbą zarejestrowania na Białorusi stowarzyszenia o celach podobnych do „HiejBiełaruś”.

### Konflikt z władzami i emigracja
16 grudnia 2009 roku Siarhiej Androsienka uczestniczył z demonstracją przed ambasadą Iranu w Mińsku przeciwko karze śmierci dla gejów w tym kraju. 23 grudnia sąd uznał go za winnego organizacji nielegalnej demonstracji i ukarał grzywną 350 tysięcy rubli białoruskich. 19 stycznia 2010 roku sąd wyższej instancji oddalił skargę kasacyjną Androsienki. Taką samą decyzję podjął później Sąd Najwyższy. Skarga w tej sprawie została skierowana do Komitetu Praw Człowieka ONZ. 2 listopada 2010 roku Siarhiej Androsienka wystąpił do sądu z pozwem o odszkodowanie za straty moralne przeciwko Administracji Prezydenta Republiki Białorusi. Pozew dotyczył jednego z rozporządzeń Prezydenta, które zdaniem Androsienki ograniczało jego prywatność w Internecie. 8 listopada sąd odmówił rozpatrzenia sprawy. 3 września 2011 roku Androsienka był zatrzymany przez milicję i przetrzymywany bez sporządzenia protokołu. W 2013 roku białoruska Straż Graniczna dwukrotnie odbierała mu paszport podczas przekraczania granicy (17 stycznia podczas powrotu z Warszawy i 27 marca na granicy białorusko-litewskiej). W sumie w 2013 roku Androsienka spędził bez paszportu 62 dni. W czerwcu 2013 roku opuścił kraj z powodu, jak twierdzi, długotrwałego nacisku psychologicznego ze strony współpracowników milicji na niego i jego rodzinę. Trzy miesiące mieszkał w Kiszyniowie, miesiąc w Belgradzie, następnie w Warszawie, Wilnie i Sztokholmie, bywał w Kijowie. Żyjąc w Szwecji był członkiem rady i sekretarzem ds. Europy Wschodniej w organizacji LGBT działaczy kultury państw Europy Północnej „Tupilak”, a także aktywistą organizacji „Białorusini Szwecji”. Po półtora roku mieszkania w Sztokholmie zwrócił się wraz ze swoim partnerem o azyl polityczny w Szwecji. Jego prośba została jednak odrzucona.
Siarhiej Androsienka nazywany jest przez niezależne białoruskie media liderem białoruskiego ruchu gejowskiego. Często udziela dla nich komentarzy w sprawach dotyczących LGBT na Białorusi.

## Poglądy
Siarhiej Androsienka ma bardzo negatywny stosunek do przywódcy Białorusi Alaksandra Łukaszenki, którego nazywa „tyranem”. Jednocześnie nierzadko krytykuje polityków opozycji, jeżeli ci, jego zdaniem, przejawiają homofobiczną postawę. Negatywnie odniósł się m.in. do wypowiedzi lidera Młodego Frontu Dzmitryja Daszkiewicza, w której ten stwierdził, że wolałby jako prezydenta Łukaszenkę, niż geja.

## Życie prywatne
Siarhiej Androsienka od 2010 roku jest w związku z partnerem. Jest ateistą.